# Juan Jorge de Hohenzollern-Hechingen
Juan Jorge de Hohenzollern-Hechingen (en alemán, Johann Georg von Hohenzollern-Hechingen; Hechingen, 1577-ibidem, 28 de septiembre de 1623) fue el primer príncipe de Hohenzollern-Hechingen.

## Biografía
Juan Jorge fue el único hijo superviviente del conde Eitel Federico IV de Hohenzollern (1545-1605) de su segundo matrimonio con Sibila (1558-1599), hija del conde Froben Cristóbal de Zimmern. Juan Jorge fue criado por sus parientes en Berlín en la corte de Brandeburgo.
Juan Jorge era católico y leal al emperador. De 1603 a 1605, fue presidente de la Cámara de la Corte Imperial (Reichskammergericht) y más tarde fue presidente del Consejo Áulico. Este último puesto demostró ser de ayuda cuando durante una confrontación militar con Jorge Teodorico de Westerstetten, el ejército de Juan Jorge inadvertidamente penetró en territorio de Wurtemberg.
Representó a Austria en la Dieta Imperial. Junto con Johann Pistorius intentó, en vano, persuadir al margrave Jorge Federico de Baden-Durlach de reconvertirse al catolicismo. En 1609, el emperador lo envió como enviado especial a la corte francesa. A su vuelta, se encontró con el archiduque Alberto VII en Bruselas. Mantendría correspondencia con el archiduque para siempre desde ese momento.
Por causa del bajo salario y varias disputas con Melchior Klesl, intentó su renuncia tres veces entre 1612 y 1613. El emperador, sin embargo, no aceptó esta dimisión. En 1614, fue enviado de nuevo en una exitosa misión a Francia.
En 1620, el emperador Fernando II nombró a Juan Jorge caballero de la Orden del Toisón de Oro, y el 23 de marzo de 1623 fue hecho Príncipe Imperial, conjuntamente con otros 22 condes imperiales, incluyendo los condes de Hohenzollern-Sigmaringen y Hohenzollern-Haigerloch. Con esta elevación, Fernando intentó restaurar el balance entre príncipes católicos y protestantes.
Juan Jorge fue descrito como talentoso y científicamente formado. En 1623, añadió bastiones a su Castillo de Hohenzollern.

## Matrimonio e hijos
Juan Jorge contrajo matrimonio el 11 de octubre de 1598 en Hechingen con Francisca (m. 1619), hija del Wild- y Ringrave Federico I de Salm-Neufville. Tuvieron los siguientes hijos:
- Carlos (1599-1599).
- Sibila (m. 1621), desposó en 1615 a Ernesto de Marck, conde de Schleiden (1590-1654).
- Francisca Catalina (m. 1665), desposó en 1619 al conde Jacobo Hanibal II de Hohenems (1595-1646).
- Eitel Federico V (1601-1661), desposó en 1630 a la condesa Isabel de Berg-'s-Heerenberg, marquesa y heredera de Bergen op Zoom (1613-1671).
- Juan Federico (n. y m. 1602).
- Ana María (1603-1652), desposó al landgrave Egon VIII de Fürstenberg-Heiligenberg (1588-1635).
- Jorge Federico (m. 1633), caído en batalla.
- María Domina (murió en la infancia).
- Catalina Úrsula (1610-1640), desposó en 1624 al margrave Guillermo de Baden-Baden (1593-1677).
- María Renata (m. 1637), desposó en 1625 al conde Hugo de Königsegg-Rothenfels (1595-1666).
- Maximiliana (m. 1639), desposó en 1630 a Juan Francisco Trautson, conde de Falkenstein (1609-1663).
- Leopoldo Federico (m. 1659), canónigo en Colonia.
- Ana María (1614-1670), desposó en 1630 al conde Ernesto de Isenburg-Grenzau (1584-1664).
- Felipe (1616-1671), príncipe de Hohenzollern-Hechingen. Desposó en 1662 a la margravina María Sidonia de Baden-Rodemachern (1635-1686).